# Оберіберг
Оберіберг (нім. Oberiberg) — громада  в Швейцарії в кантоні Швіц, округ Швіц.

## Географія
Громада розташована на відстані близько 105 км на схід від Берна, 10 км на схід від Швіца.
Оберіберг має площу 33,2 км², з яких на 2,1% дозволяється будівництво (житлове та будівництво доріг), 49,9% використовуються в сільськогосподарських цілях, 39,2% зайнято лісами, 8,7% не є продуктивними (річки, льодовики або гори).

## Демографія
2019 року в громаді мешкало 870 осіб (+7,1% порівняно з 2010 роком), іноземців було 10,1%. Густота населення становила 26 осіб/км².
За віковим діапазоном населення розподілялося таким чином: 15,9% — особи молодші 20 років, 53,9% — особи у віці 20—64 років, 30,2% — особи у віці 65 років та старші. Було 437 помешкань (у середньому 2 особи в помешканні).
Із загальної кількості 432 працюючих 82 було зайнятих в первинному секторі, 57 — в обробній промисловості, 293 — в галузі послуг.